# منزل أجنحة 747
منزل أجنحة 747 (بالإنجليزية: 747 Wing House)‏ هو هيكل سكني فريد من نوعه، مصمم ومبني من أجنحة طائرة بوينغ 747-100 كان قد تم إيقاف تشغيلها. يقع في مقاطعة فينتورا من جبال سانتا مونيكا، شمال غرب مدينة ماليبو، كاليفورنيا، وقد تم الإعلان عن المنزل على نطاق واسع دوليا بسبب تصميمه الفريد، واستخدامه المستدام للمواد المعاد تدويرها، والنقل الدراماتيكي للأجنحة إلى موقع المبنى والذي تم إنجازه بواسطة استخدام شاحنة وطائرة هليكوبتر، وإعادة التصميم الإبداعية للبنية التحتية وتطويعها لتحقيق العمل المعماري للدلالة على أهميتة. تم الانتهاء من المشروع من قبل المهندس المعماري الأمريكي ديفيد راندال هيرتز ، وهو زميل في المعهد الأمريكي للمهندسين المعماريين، وشركته، استوديو العمارة البيئية، في عام 2011م. العمل تم بمساعدة من لوكاس غوتشه، وفريق هيرتز للتجميع. المشروع تحقق بعد سنوات عديدة من انتظار الموافقات الحكومية.

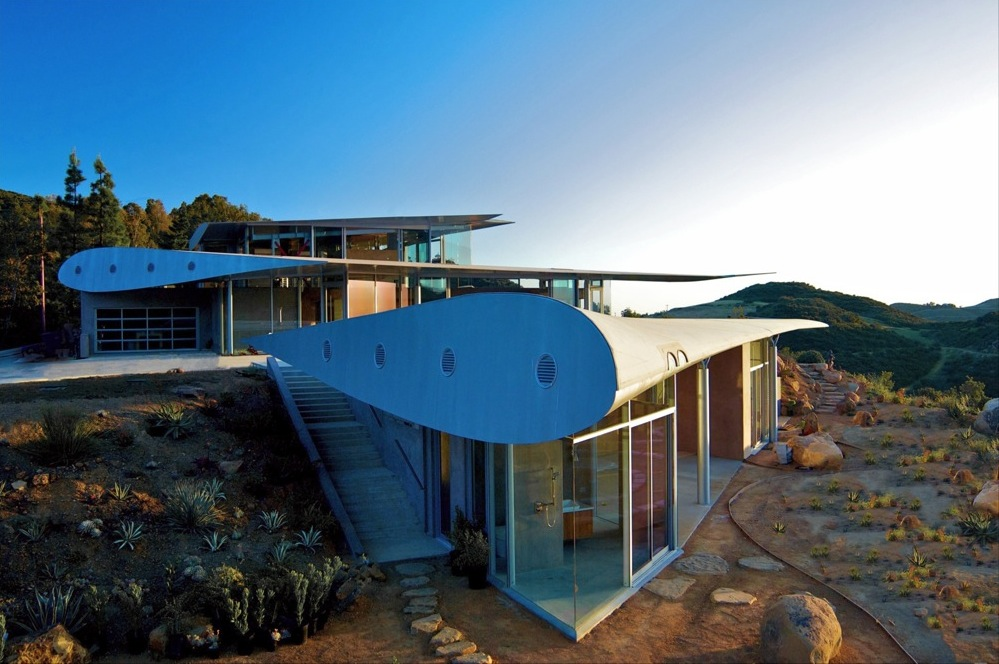
منزل أجنحة 747

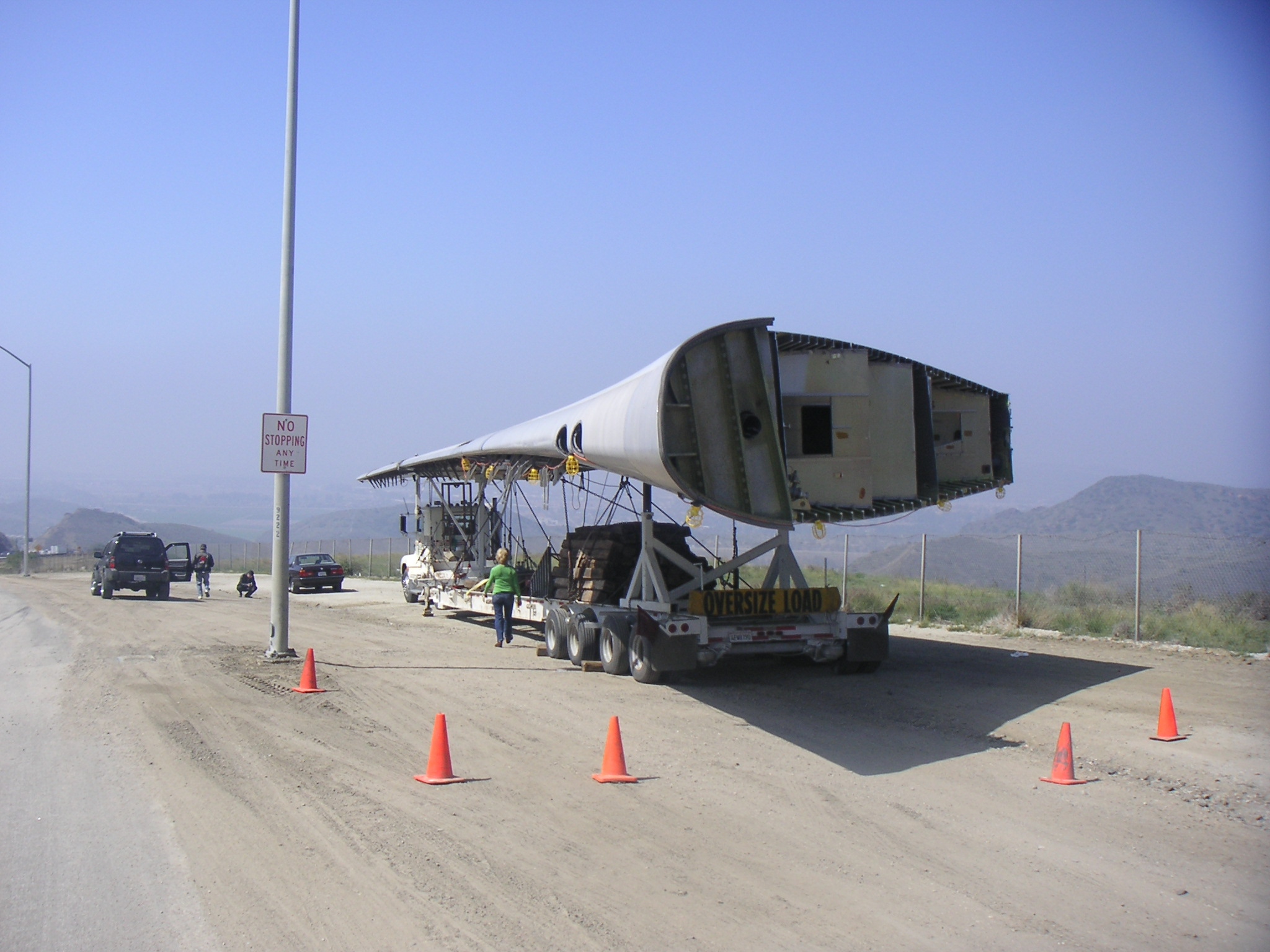
الجناح محمل على مقطورة

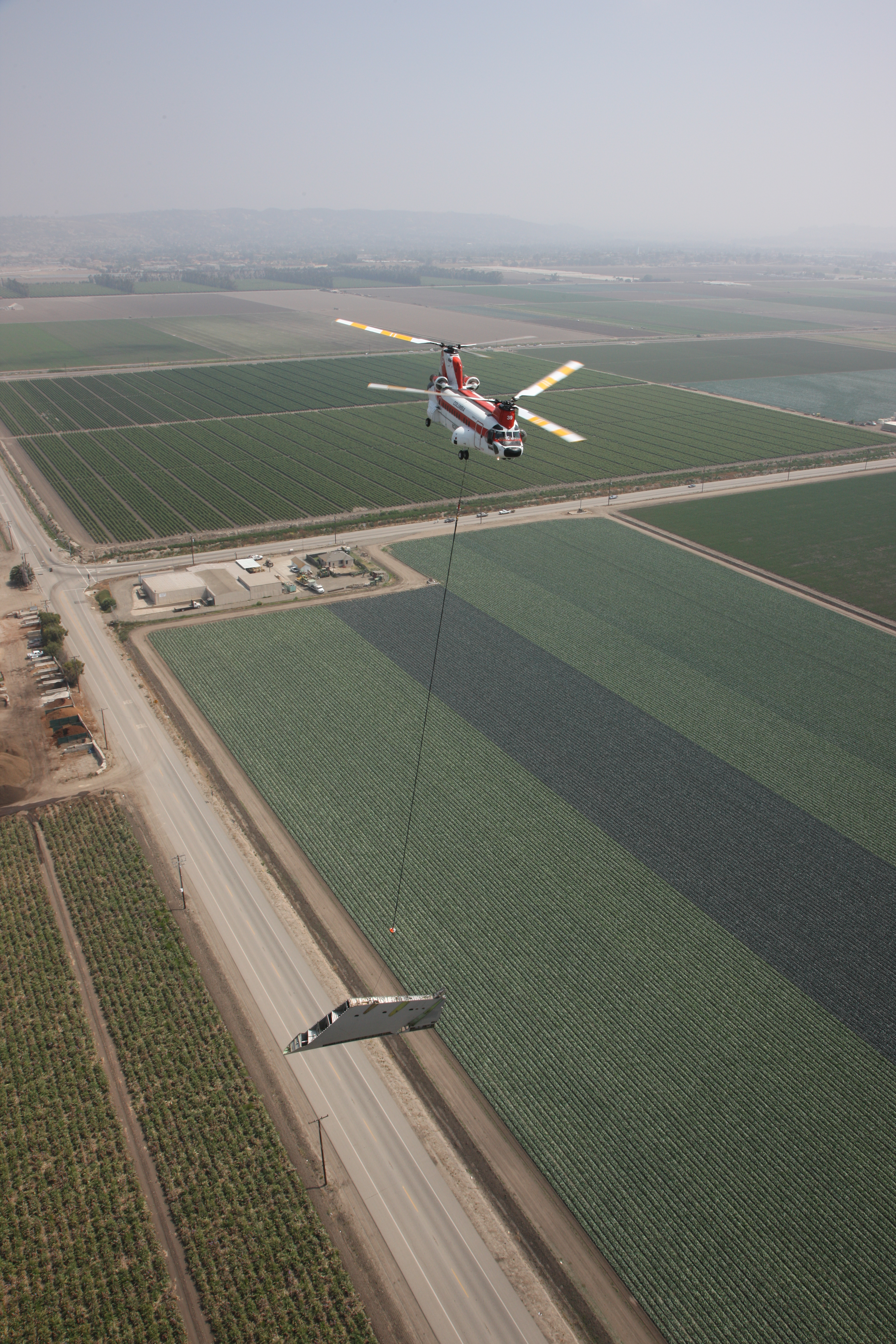
Colombia Helicopters Operated Columbia Model 234 Commercial Chinook Carrying Wing

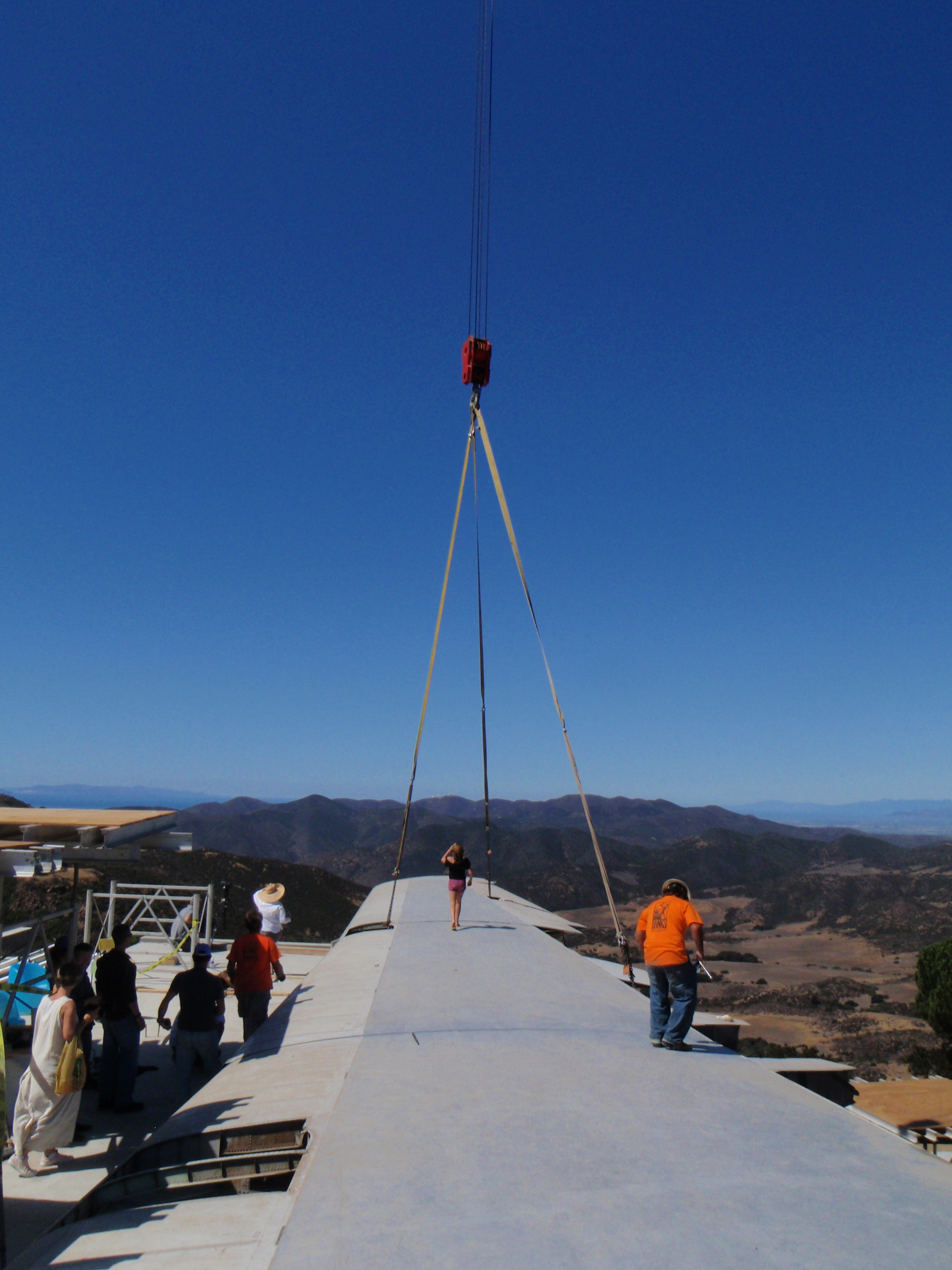
Wing lowered into place

## روابط خارجية
- Listen to Interview With David Hertz on Wing House with James Dyson on KCRW-DNA Design+Architecture with Francis Anderton
- Listen to Architect David Randall Hertz talk about the wing house on KPCC's The Madeleine Brand Show for January 9, 2012